# 1239
Portal Geschichte | Portal Biografien | Aktuelle Ereignisse | Jahreskalender | Tagesartikel

◄ |
12. Jahrhundert |
13. Jahrhundert
| 14. Jahrhundert | ►

◄ |
1200er |
1210er |
1220er |
1230er
| 1240er | 1250er | 1260er | ►

◄◄ |
◄ |
1235 |
1236 |
1237 |
1238 |
1239
| 1240 | 1241 | 1242 | 1243 | ► | ►►
Staatsoberhäupter  · Nekrolog
| Januar | Januar | Januar | Januar | Januar | Januar | Januar | Januar |
| Kw     | Mo     | Di     | Mi     | Do     | Fr     | Sa     | So     |
| ------ | ------ | ------ | ------ | ------ | ------ | ------ | ------ |
| 52     |        |        |        |        |        | 1      | 2      |
| 1      | 3      | 4      | 5      | 6      | 7      | 8      | 9      |
| 2      | 10     | 11     | 12     | 13     | 14     | 15     | 16     |
| 3      | 17     | 18     | 19     | 20     | 21     | 22     | 23     |
| 4      | 24     | 25     | 26     | 27     | 28     | 29     | 30     |
| 5      | 31     |        |        |        |        |        |        |

| Februar | Februar | Februar | Februar | Februar | Februar | Februar | Februar |
| Kw      | Mo      | Di      | Mi      | Do      | Fr      | Sa      | So      |
| ------- | ------- | ------- | ------- | ------- | ------- | ------- | ------- |
| 5       |         | 1       | 2       | 3       | 4       | 5       | 6       |
| 6       | 7       | 8       | 9       | 10      | 11      | 12      | 13      |
| 7       | 14      | 15      | 16      | 17      | 18      | 19      | 20      |
| 8       | 21      | 22      | 23      | 24      | 25      | 26      | 27      |
| 9       | 28      |         |         |         |         |         |         |

| März | März | März | März | März | März | März | März |
| Kw   | Mo   | Di   | Mi   | Do   | Fr   | Sa   | So   |
| ---- | ---- | ---- | ---- | ---- | ---- | ---- | ---- |
| 9    |      | 1    | 2    | 3    | 4    | 5    | 6    |
| 10   | 7    | 8    | 9    | 10   | 11   | 12   | 13   |
| 11   | 14   | 15   | 16   | 17   | 18   | 19   | 20   |
| 12   | 21   | 22   | 23   | 24   | 25   | 26   | 27   |
| 13   | 28   | 29   | 30   | 31   |      |      |      |

| April | April | April | April | April | April | April | April |
| Kw    | Mo    | Di    | Mi    | Do    | Fr    | Sa    | So    |
| ----- | ----- | ----- | ----- | ----- | ----- | ----- | ----- |
| 13    |       |       |       |       | 1     | 2     | 3     |
| 14    | 4     | 5     | 6     | 7     | 8     | 9     | 10    |
| 15    | 11    | 12    | 13    | 14    | 15    | 16    | 17    |
| 16    | 18    | 19    | 20    | 21    | 22    | 23    | 24    |
| 17    | 25    | 26    | 27    | 28    | 29    | 30    |       |

| Mai | Mai | Mai | Mai | Mai | Mai | Mai | Mai |
| Kw  | Mo  | Di  | Mi  | Do  | Fr  | Sa  | So  |
| --- | --- | --- | --- | --- | --- | --- | --- |
| 17  |     |     |     |     |     |     | 1   |
| 18  | 2   | 3   | 4   | 5   | 6   | 7   | 8   |
| 19  | 9   | 10  | 11  | 12  | 13  | 14  | 15  |
| 20  | 16  | 17  | 18  | 19  | 20  | 21  | 22  |
| 21  | 23  | 24  | 25  | 26  | 27  | 28  | 29  |
| 22  | 30  | 31  |     |     |     |     |     |

| Juni | Juni | Juni | Juni | Juni | Juni | Juni | Juni |
| Kw   | Mo   | Di   | Mi   | Do   | Fr   | Sa   | So   |
| ---- | ---- | ---- | ---- | ---- | ---- | ---- | ---- |
| 22   |      |      | 1    | 2    | 3    | 4    | 5    |
| 23   | 6    | 7    | 8    | 9    | 10   | 11   | 12   |
| 24   | 13   | 14   | 15   | 16   | 17   | 18   | 19   |
| 25   | 20   | 21   | 22   | 23   | 24   | 25   | 26   |
| 26   | 27   | 28   | 29   | 30   |      |      |      |

| Juli | Juli | Juli | Juli | Juli | Juli | Juli | Juli |
| Kw   | Mo   | Di   | Mi   | Do   | Fr   | Sa   | So   |
| ---- | ---- | ---- | ---- | ---- | ---- | ---- | ---- |
| 26   |      |      |      |      | 1    | 2    | 3    |
| 27   | 4    | 5    | 6    | 7    | 8    | 9    | 10   |
| 28   | 11   | 12   | 13   | 14   | 15   | 16   | 17   |
| 29   | 18   | 19   | 20   | 21   | 22   | 23   | 24   |
| 30   | 25   | 26   | 27   | 28   | 29   | 30   | 31   |

| August | August | August | August | August | August | August | August |
| Kw     | Mo     | Di     | Mi     | Do     | Fr     | Sa     | So     |
| ------ | ------ | ------ | ------ | ------ | ------ | ------ | ------ |
| 31     | 1      | 2      | 3      | 4      | 5      | 6      | 7      |
| 32     | 8      | 9      | 10     | 11     | 12     | 13     | 14     |
| 33     | 15     | 16     | 17     | 18     | 19     | 20     | 21     |
| 34     | 22     | 23     | 24     | 25     | 26     | 27     | 28     |
| 35     | 29     | 30     | 31     |        |        |        |        |

| September | September | September | September | September | September | September | September |
| Kw        | Mo        | Di        | Mi        | Do        | Fr        | Sa        | So        |
| --------- | --------- | --------- | --------- | --------- | --------- | --------- | --------- |
| 35        |           |           |           | 1         | 2         | 3         | 4         |
| 36        | 5         | 6         | 7         | 8         | 9         | 10        | 11        |
| 37        | 12        | 13        | 14        | 15        | 16        | 17        | 18        |
| 38        | 19        | 20        | 21        | 22        | 23        | 24        | 25        |
| 39        | 26        | 27        | 28        | 29        | 30        |           |           |

| Oktober | Oktober | Oktober | Oktober | Oktober | Oktober | Oktober | Oktober |
| Kw      | Mo      | Di      | Mi      | Do      | Fr      | Sa      | So      |
| ------- | ------- | ------- | ------- | ------- | ------- | ------- | ------- |
| 39      |         |         |         |         |         | 1       | 2       |
| 40      | 3       | 4       | 5       | 6       | 7       | 8       | 9       |
| 41      | 10      | 11      | 12      | 13      | 14      | 15      | 16      |
| 42      | 17      | 18      | 19      | 20      | 21      | 22      | 23      |
| 43      | 24      | 25      | 26      | 27      | 28      | 29      | 30      |
| 44      | 31      |         |         |         |         |         |         |

| November | November | November | November | November | November | November | November |
| Kw       | Mo       | Di       | Mi       | Do       | Fr       | Sa       | So       |
| -------- | -------- | -------- | -------- | -------- | -------- | -------- | -------- |
| 44       |          | 1        | 2        | 3        | 4        | 5        | 6        |
| 45       | 7        | 8        | 9        | 10       | 11       | 12       | 13       |
| 46       | 14       | 15       | 16       | 17       | 18       | 19       | 20       |
| 47       | 21       | 22       | 23       | 24       | 25       | 26       | 27       |
| 48       | 28       | 29       | 30       |          |          |          |          |

| Dezember | Dezember | Dezember | Dezember | Dezember | Dezember | Dezember | Dezember |
| Kw       | Mo       | Di       | Mi       | Do       | Fr       | Sa       | So       |
| -------- | -------- | -------- | -------- | -------- | -------- | -------- | -------- |
| 48       |          |          |          | 1        | 2        | 3        | 4        |
| 49       | 5        | 6        | 7        | 8        | 9        | 10       | 11       |
| 50       | 12       | 13       | 14       | 15       | 16       | 17       | 18       |
| 51       | 19       | 20       | 21       | 22       | 23       | 24       | 25       |
| 52       | 26       | 27       | 28       | 29       | 30       | 31       |          |

| Januar | Januar | Januar | Januar | Januar | Januar | Januar | Januar |
| Kw     | Mo     | Di     | Mi     | Do     | Fr     | Sa     | So     |
| ------ | ------ | ------ | ------ | ------ | ------ | ------ | ------ |
| 52     |        |        |        |        |        | 1      | 2      |
| 1      | 3      | 4      | 5      | 6      | 7      | 8      | 9      |
| 2      | 10     | 11     | 12     | 13     | 14     | 15     | 16     |
| 3      | 17     | 18     | 19     | 20     | 21     | 22     | 23     |
| 4      | 24     | 25     | 26     | 27     | 28     | 29     | 30     |
| 5      | 31     |        |        |        |        |        |        |

| Februar | Februar | Februar | Februar | Februar | Februar | Februar | Februar |
| Kw      | Mo      | Di      | Mi      | Do      | Fr      | Sa      | So      |
| ------- | ------- | ------- | ------- | ------- | ------- | ------- | ------- |
| 5       |         | 1       | 2       | 3       | 4       | 5       | 6       |
| 6       | 7       | 8       | 9       | 10      | 11      | 12      | 13      |
| 7       | 14      | 15      | 16      | 17      | 18      | 19      | 20      |
| 8       | 21      | 22      | 23      | 24      | 25      | 26      | 27      |
| 9       | 28      |         |         |         |         |         |         |

| März | März | März | März | März | März | März | März |
| Kw   | Mo   | Di   | Mi   | Do   | Fr   | Sa   | So   |
| ---- | ---- | ---- | ---- | ---- | ---- | ---- | ---- |
| 9    |      | 1    | 2    | 3    | 4    | 5    | 6    |
| 10   | 7    | 8    | 9    | 10   | 11   | 12   | 13   |
| 11   | 14   | 15   | 16   | 17   | 18   | 19   | 20   |
| 12   | 21   | 22   | 23   | 24   | 25   | 26   | 27   |
| 13   | 28   | 29   | 30   | 31   |      |      |      |

| April | April | April | April | April | April | April | April |
| Kw    | Mo    | Di    | Mi    | Do    | Fr    | Sa    | So    |
| ----- | ----- | ----- | ----- | ----- | ----- | ----- | ----- |
| 13    |       |       |       |       | 1     | 2     | 3     |
| 14    | 4     | 5     | 6     | 7     | 8     | 9     | 10    |
| 15    | 11    | 12    | 13    | 14    | 15    | 16    | 17    |
| 16    | 18    | 19    | 20    | 21    | 22    | 23    | 24    |
| 17    | 25    | 26    | 27    | 28    | 29    | 30    |       |

| Mai | Mai | Mai | Mai | Mai | Mai | Mai | Mai |
| Kw  | Mo  | Di  | Mi  | Do  | Fr  | Sa  | So  |
| --- | --- | --- | --- | --- | --- | --- | --- |
| 17  |     |     |     |     |     |     | 1   |
| 18  | 2   | 3   | 4   | 5   | 6   | 7   | 8   |
| 19  | 9   | 10  | 11  | 12  | 13  | 14  | 15  |
| 20  | 16  | 17  | 18  | 19  | 20  | 21  | 22  |
| 21  | 23  | 24  | 25  | 26  | 27  | 28  | 29  |
| 22  | 30  | 31  |     |     |     |     |     |

| Juni | Juni | Juni | Juni | Juni | Juni | Juni | Juni |
| Kw   | Mo   | Di   | Mi   | Do   | Fr   | Sa   | So   |
| ---- | ---- | ---- | ---- | ---- | ---- | ---- | ---- |
| 22   |      |      | 1    | 2    | 3    | 4    | 5    |
| 23   | 6    | 7    | 8    | 9    | 10   | 11   | 12   |
| 24   | 13   | 14   | 15   | 16   | 17   | 18   | 19   |
| 25   | 20   | 21   | 22   | 23   | 24   | 25   | 26   |
| 26   | 27   | 28   | 29   | 30   |      |      |      |

| Juli | Juli | Juli | Juli | Juli | Juli | Juli | Juli |
| Kw   | Mo   | Di   | Mi   | Do   | Fr   | Sa   | So   |
| ---- | ---- | ---- | ---- | ---- | ---- | ---- | ---- |
| 26   |      |      |      |      | 1    | 2    | 3    |
| 27   | 4    | 5    | 6    | 7    | 8    | 9    | 10   |
| 28   | 11   | 12   | 13   | 14   | 15   | 16   | 17   |
| 29   | 18   | 19   | 20   | 21   | 22   | 23   | 24   |
| 30   | 25   | 26   | 27   | 28   | 29   | 30   | 31   |

| August | August | August | August | August | August | August | August |
| Kw     | Mo     | Di     | Mi     | Do     | Fr     | Sa     | So     |
| ------ | ------ | ------ | ------ | ------ | ------ | ------ | ------ |
| 31     | 1      | 2      | 3      | 4      | 5      | 6      | 7      |
| 32     | 8      | 9      | 10     | 11     | 12     | 13     | 14     |
| 33     | 15     | 16     | 17     | 18     | 19     | 20     | 21     |
| 34     | 22     | 23     | 24     | 25     | 26     | 27     | 28     |
| 35     | 29     | 30     | 31     |        |        |        |        |

| September | September | September | September | September | September | September | September |
| Kw        | Mo        | Di        | Mi        | Do        | Fr        | Sa        | So        |
| --------- | --------- | --------- | --------- | --------- | --------- | --------- | --------- |
| 35        |           |           |           | 1         | 2         | 3         | 4         |
| 36        | 5         | 6         | 7         | 8         | 9         | 10        | 11        |
| 37        | 12        | 13        | 14        | 15        | 16        | 17        | 18        |
| 38        | 19        | 20        | 21        | 22        | 23        | 24        | 25        |
| 39        | 26        | 27        | 28        | 29        | 30        |           |           |

| Oktober | Oktober | Oktober | Oktober | Oktober | Oktober | Oktober | Oktober |
| Kw      | Mo      | Di      | Mi      | Do      | Fr      | Sa      | So      |
| ------- | ------- | ------- | ------- | ------- | ------- | ------- | ------- |
| 39      |         |         |         |         |         | 1       | 2       |
| 40      | 3       | 4       | 5       | 6       | 7       | 8       | 9       |
| 41      | 10      | 11      | 12      | 13      | 14      | 15      | 16      |
| 42      | 17      | 18      | 19      | 20      | 21      | 22      | 23      |
| 43      | 24      | 25      | 26      | 27      | 28      | 29      | 30      |
| 44      | 31      |         |         |         |         |         |         |

| November | November | November | November | November | November | November | November |
| Kw       | Mo       | Di       | Mi       | Do       | Fr       | Sa       | So       |
| -------- | -------- | -------- | -------- | -------- | -------- | -------- | -------- |
| 44       |          | 1        | 2        | 3        | 4        | 5        | 6        |
| 45       | 7        | 8        | 9        | 10       | 11       | 12       | 13       |
| 46       | 14       | 15       | 16       | 17       | 18       | 19       | 20       |
| 47       | 21       | 22       | 23       | 24       | 25       | 26       | 27       |
| 48       | 28       | 29       | 30       |          |          |          |          |

| Dezember | Dezember | Dezember | Dezember | Dezember | Dezember | Dezember | Dezember |
| Kw       | Mo       | Di       | Mi       | Do       | Fr       | Sa       | So       |
| -------- | -------- | -------- | -------- | -------- | -------- | -------- | -------- |
| 48       |          |          |          | 1        | 2        | 3        | 4        |
| 49       | 5        | 6        | 7        | 8        | 9        | 10       | 11       |
| 50       | 12       | 13       | 14       | 15       | 16       | 17       | 18       |
| 51       | 19       | 20       | 21       | 22       | 23       | 24       | 25       |
| 52       | 26       | 27       | 28       | 29       | 30       | 31       |          |

## Ereignisse

### Politik und Weltgeschehen

#### Heiliges Römisches Reich/Italien
- Anfang des Jahres: Kaiser Friedrich II. erhebt seinen Sohn Enzio zum König von Sardinien und Generallegaten in Mittel- und Oberitalien. In dieser Funktion führt er in der Romagna, in den Marken und in der Toskana militärische Unternehmungen gegen den kaiserfeindlichen Lombardenbund.
- 20. März: Friedrich II., der sich ein weiteres Mal auf Italienzug befindet, wird durch Papst Gregor IX. neuerlich exkommuniziert.
- 20. März: Nach dem Tod Hermanns von Salza wird Konrad von Thüringen zum Hochmeister des Deutschen Ritterordens gewählt. Hermann hat eine wichtige Rolle in der Vermittlung zwischen Kaiser und Papst gespielt, die von nun an völlig wegfällt.
- 1. Juli: In einer vermutlich von Kardinal Raniero Capocci verfassten und an alle Könige, Fürsten und Bischöfe der Christenheit gerichteten päpstlichen Enzyklika wird Kaiser Friedrich II. als Ketzer und Vorläufer des endzeitlichen Antichristen bezeichnet.
- Belagerung Wiens zwischen Juni und Dezember durch Friedrich II. den Streitbaren, Kapitulation der Stadt

#### Westeuropa
- In der Schlacht bei Aimonte siegen die Portugiesen unter Sancho II. über die Mauren. In der Folge gelingt es Sancho, den gesamten Alentejo und große Teile der Algarve zu erobern.

#### Kreuzzüge
- 24. Juni: Balduin II., Kaiser des Lateinischen Kaiserreichs, bricht nach seiner ersten Westreise von Frankreich aus wieder nach Konstantinopel auf. Zuvor hat er seine von Luxemburg bedrohte Grafschaft Namur unter den Schutz des französischen Königs Ludwig IX. gestellt.
- Im August endet der im Frieden von Jaffa zwischen Kaiser Friedrich II. und Sultan al-Kamil im Jahr 1229 ausgehandelte Waffenstillstand. Im Juli versammelt sich in Lyon ein großes Heer, bestehend aus französischen Rittern unter der Führung bedeutender Barone, darunter Peter Mauclerc, Graf Theobald IV. von Champagne, seit 1234 als Theobald I. auch König von Navarra, Herzog Hugo IV. von Burgund, Graf Amalrich VII. von Montfort, Graf Heinrich II. von Bar und viele andere. König Ludwig IX. von Frankreich leistet finanzielle Unterstützung und öffnet die Häfen für die Kreuzfahrer.
- 1. September: Der Kreuzzug der Barone erreicht mit seinen ersten Schiffen Akkon. In den folgenden Tagen trifft auch der Rest der Flotte ein, die durch Stürme zerstreut worden ist.
- 2. November: Das Kreuzfahrerheer rückt von Akkon nach Askalon aus. Dabei führt Peter Mauclerc ein erfolgreiches kleines Scharmützel gegen einen muslimischen Konvoi nach Damaskus.
- 13. November: Ein Teilheer des Kreuzzugs der Barone unter Amalrich von Montfort und Heinrich von Bar erleidet in der Schlacht bei Gaza eine vernichtende Niederlage gegen die ägyptischen Ayyubiden.

#### Ayyubiden
- August: Im Bruderkrieg der Ayyubiden unternimmt as-Salih Ayyub einen Feldzug gegen seinen Halbbruder al-Adil II. in Ägypten. Sein Onkel as-Salih Ismail verweigert ihm jedoch die Heerfolge und nutzt die Abwesenheit as-Salih Ayyubs, um seinerseits Damaskus einzunehmen und sich selbst zum Sultan von Damaskus zu machen. As-Salih Ayyub wird daraufhin vom Großteil seiner Truppen im Stich gelassen und gerät in die Gefangenschaft örtlicher Beduinen, die ihn an an-Nasir Dawud, den ayyubidischen Emir von Karak ausliefern, einen weiteren Neffen Ismails und Cousin Ayyubs. Dem Gefangenen gelingt es allerdings, ein Bündnis mit an-Nasir zu schließen, der ihm nun Truppen für den Einfall in Ägypten leiht.

#### Asien
- Im Sultanat der Rum-Seldschuken kommt es zum Babai-Aufstand.
- Der Tarabi-Aufstand im Mongolenreich geht weiter.

#### Urkundliche Ersterwähnungen
- Erste urkundliche Erwähnung von Beu, Brehmen, Döttingen, Klingnau, Ostermundigen, Perleberg, Prohn, Rietheim und Steinmauern
- Das Adelsgeschlecht Rothenstein wird erstmals in einer Urkunde des Stiftes Kempten erwähnt.

### Kultur

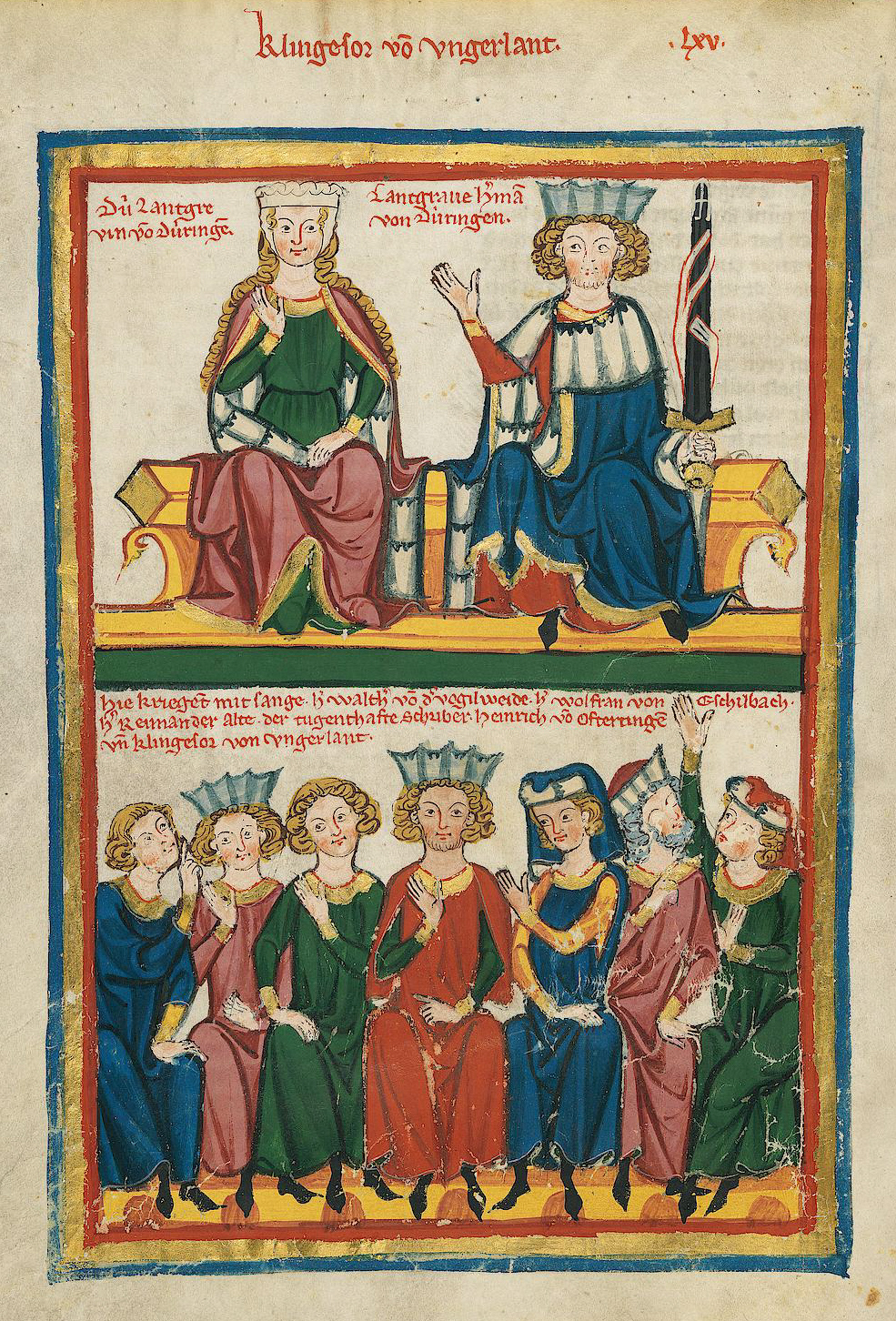
Codex Manesse, fol. 219v, Sängerkrieg auf der Wartburg (unter dem fiktiven Autorennamen Klingsor von Ungarland)

- um 1237: „Urrätselspiel“ (siehe Sängerkrieg auf der Wartburg)

### Religion
- 13. Mai: Vor der Burg auf dem Mont Aimé werden 183 der Häresie angeklagte und verurteilte Menschen auf Scheiterhaufen verbrannt. Weil der fanatische Inquisitor Robert der Bulgare dabei auch einige Personen unrechtmäßig hinrichten lässt, verliert der Dominikaner in der Folge auf Druck des nordfranzösischen Klerus beim Papst sein Amt.
- Mai: erste urkundliche Erwähnung des Frauenklosters St. Elizabeth in Straßburg
- 15. August: Die im romanisch-gotischen Übergangsstil errichtete Klosterkirche des Klosters Porta Coeli wird geweiht.
- Bützow wird Hauptresidenz des Bistums Schwerin.
- Thomas von Aquin beginnt mit dem Studium der Artes liberales an der Universität Neapel.
- Das Kloster La Clarté-Dieu und die Netley Abbey werden auf Veranlassung des im Vorjahr verstorbenen Peter des Roches, des Bischofs von Winchester, gegründet.
- Die von den Dominikanern seit etwa 1230 im Jakobinerkloster Paris erarbeitete Bibelkonkordanz kommt in den Gebrauch (s. Hugo von St. Charo).

### Natur und Umwelt
- 3. Juni: In Südeuropa und Vorderasien ist eine Sonnenfinsternis zu beobachten, über die unter anderem der italienische Mönch Ristoro d’Arezzo und der byzantinische Gelehrte Georgios Akropolites berichten.

## Geboren

### Geburtsdatum gesichert
- 4. Januar: Johann II., Herzog von Bretagne und Earl of Richmond († 1305)
- 17. Juni: Edward I., König von England und Fürst von Wales († 1307)
- 17. Dezember: Kujō Yoritsugu, Shōgun des Kamakura-Shōgunates in Japan († 1256)

### Genaues Geburtsdatum unbekannt
- Balian von Arsuf, Herr von Arsuf, Konstabler von Jerusalem und Bailli von Jerusalem († 1277)
- Gottfried I., Graf von Habsburg-Laufenburg, Landgraf im Klettgau und Graf von Kyburg († 1271)
- Stephan V., König von Ungarn, Kroatien, Dalmatien und Rama († 1272)
- Thomas I., Markgraf von Saluzzo († 1296)

### Geboren um 1239
- 1238/1239: Mangrai, Gründer und König von Lan Na († 1311)
- Robert de Ferrers, 6. Earl of Derby, englischer Magnat und Rebell († 1279)
- Ramkhamhaeng, König des thailändischen Königreichs von Sukhothai († um 1298)

## Gestorben

### Erstes Halbjahr
- 5. März: Hermann von Balk, Ritter des Deutschen Ordens, Deutschmeister, Landmeister von Preußen und von Livland
- 20. März: Hermann von Salza, Hochmeister des Deutschen Ordens und Politiker (* um 1162)
- 28. März: Go-Toba, Kaiser von Japan (* 1180)
- 7. April: William de Cantilupe, anglonormannischer Adeliger und Beamter
- 10. Mai: Agnes von Zähringen, deutsche Adlige (* um 1158)
- 5. Juni: Władysław Odonic, Herzog von Großpolen (* 1190)

### Zweites Halbjahr
- 4. August: Friedrich III. von Ortenburg, Propst des Klosters Reichersberg und Propst des Klosterstifts Berchtesgaden
- Mitte August: Thomas von Capua, päpstlicher Notar, Kardinal, erwählter Erzbischof von Neapel
- 7. September: Gerold von Jerusalem, Abt der Abtei Molesme und der Abtei Cluny, Bischof von Valence und Lateinischer Patriarch von Jerusalem
- 5. Oktober: Robert von Courtenay, Großmundschenk von Frankreich sowie Herr von Champignelles, Château-Renard, Charny, Chantecoq, Nonancourt, Conches-en-Ouche und Mehun-sur-Yèvre (* 1168)
- 16. Oktober: Přemysl, Markgraf von Mähren (* um 1209)
- 1. November: Wilhelm von Savoyen, Bischof von Valence und Lüttich (* um 1201)
- 13. November: Heinrich II., Graf von Bar und Herr von Ligny (* 1190)
- 19. November: Heinrich von Taufers, Bischof von Brixen
- 25. November: Albrecht IV., Graf im Aargau und Frickgau mit der Habsburg, Brugg, Bremgarten und Muri, Landgraf im Oberelsass und Feldhauptmann von Straßburg sowie Vogt des Klosters Säckingen (* um 1188)
- November: Johann von Braine, Graf von Vienne und Mâcon (* 1198)
- 21. Dezember: Henry de Trubleville, anglonormannischer Militär und Beamter
- 22. Dezember: Johann II. von Nesle, Herr von Nesle und Burggraf von Brügge

### Genaues Todesdatum unbekannt
- Abu l-Abbas an-Nabati, andalusischer Mediziner, Pharmazeut, Botaniker und Theologe (* 1165)
- Archambaud II., Graf von Périgord
- Bertrand de Comps, Großmeister des Johanniterordens
- Friedrich (Schwerin), Domherr und Dompropst in Hildesheim und Verden sowie Bischof im Bistum Schwerin (* um 1158)
- Simon von Dammartin, Graf von Aumale und Ponthieu